# メルカッロ
メルカッロ（伊: Mercallo）は、イタリア共和国ロンバルディア州ヴァレーゼ県にある、人口約1,800人の基礎自治体（コムーネ）。

## 地理

### 位置・広がり

#### 隣接コムーネ
隣接するコムーネは以下の通り。
- コマッビオ
- セスト・カレンデ
- ヴァラーノ・ボルギ
- ヴェルジャーテ

### 地震分類
イタリアの地震リスク階級 (it) では、4 に分類される
。